# Качкаев, Павел Рюрикович
Павел Рюрикович Качка́ев (4 октября 1951, Черниговка, Башкирская АССР — 5 мая 2025, Булгаково, Башкортостан) — российский государственный и общественный деятель. Депутат Государственной думы VI, VII и VIII созывов, первый заместитель председателя комитета Госдумы по жилищной политике и жилищно-коммунальному хозяйству, член фракции «Единая Россия». С 2006 по 2011 год — глава Администрации городского округа город Уфа Республики Башкортостан. Член Всероссийской политической партии Единая Россия с 2004 года. С 2019 года председатель Президиума РОО «Собор русских Башкортостана». Действительный муниципальный советник 1 класса, действительный государственный советник Республики Башкортостан 1 класса.

## Биография
В 1973 году закончил Уфимский авиационный институт по специальности «Промышленная электроника».
С 1973 по 1976 год работал инженером-настройщиком на Уфимском приборостроительном заводе им. В. И. Ленина. С 1976 по 1994 год работал заместителем начальника цеха, начальником отдела, первым заместителем генерального директора БПО «Прогресс».
В 1994 году назначен главой администрации Ленинского района города Уфы, с 1995 по 2001 год работал заместителем главы администрации города Уфы.
С 13 февраля 2001 года по 16 мая 2003 занимал должность министра жилищно-коммунального хозяйства Республики Башкортостан.
С мая 2003 года январь 2006 года состоял в должности главы администрации города Уфы. С 2006 по 2011 год работал в должности главы Администрации городского округа город Уфа Республики Башкортостан.
В декабре 2011 года избран депутатом Государственной Думы Федерального Собрания Российской Федерации шестого созыва по списку кандидатов, выдвинутому Всероссийской политической партией «Единая Россия» от Республики Башкортостан. Заместитель председателя комитета Госдумы по жилищной политике и жилищно-коммунальному хозяйству.
В сентябре 2016 года избран депутатом Государственной Думы Федерального Собрания Российской Федерации седьмого созыва по уфимскому одномандатному избирательному округу. Заместитель председателя комитета Госдумы по жилищной политике и жилищно-коммунальному хозяйству.
В 2021 году на выборах в Государственную Думу VIII созыва был избран по Уфимскому одномандатному избирательному округу № 3 как представитель от политической партии «Единая Россия». 247015 человек или 66,25 % голосов избирателей, посетивших участки в дни голосования были отданы за Павла Качкаева.
Скончался 5 мая 2025 года в возрасте 73 лет в селе Булгаково Уфимского района Башкортостана. Причиной смерти стала остановка сердца.

## Работа в должности мэра Уфы (2003—2011 гг.). Критика

### Отрицательные

#### Снос квартала Ленинская деревня
Будучи главой администрации Ленинского района города Уфы, заместителем главы администрации города Уфы П. В. Качкаев был связан с подготовкой сноса Ленинской деревни, квартала в центре Уфы с восстановленным историческим обликом Уфы рубежа XIX—XX веков с жилыми домами и надворными постройками. Ленинская деревня снесена в 2002—2003 гг. вместе с действительно историческими постройками и памятниками архитектуры рубежа XIX—XX века.

#### Демонтаж значительной части путей уфимского трамвая

Карта уфимского трамвая. Пунктирной линией обозначены пути, выведенные из строя при Павле Качкаеве.

В годы управления городом Павлом Качкаевым с центра города были демонтированы трамвайные пути. Павел Качкаев так обосновывал необходимость демонтажа трамвайных путей в интервью Российской газете:

Тот, кто живёт в южной части Уфы, а работает в северной, и наоборот, ждёт не дождётся, когда мы, наконец, завершим ту работу, которую начали в 2004 году, сняв трамвайные рельсы на участке от Госцирка до Сельхозинститута. Из-за пробок проезд из одной части города в другую в часы пик занимает у горожан до сорока минут. Мы рассмотрели массу вариантов решения проблемы и в конце концов пришли к выводу, что из-за сложности переноса инженерных коммуникаций проспект Октября можно расширить лишь за счёт ликвидации трамвайных путей.
Демонтаж путей происходил постепенно с 2004 по 2008 год и затронул, в том числе пути на севере города, породив одну из важнейших проблем — отсутствие связи между северной и южной трамвайными ветками Уфы. Об их соединении заговорили практически сразу после разделения.

## Депутатская деятельность
I созыв Государственного Собрания Республики Башкортостан
Депутат Палаты Представителей Государственного Собрания Республики Башкортостан от Ленинского избирательного округа № 4 Ленинского района г. Уфы.
II созыв Государственного Собрания Республики Башкортостан
Депутат Палаты Представителей Государственного Собрания Республики Башкортостан от Октябрьского избирательного округа № 5 Октябрьского района города Уфы.
VI созыв Государственной думы. Депутатские полномочия с 4.12.2011 по 24.06.2016.
Избран 4 декабря 2011 года по единому списку Всероссийской политической партии «Единая Россия» от Республики Башкортостан.
Заместитель Председателя комитета Государственной Думы по жилищной политике и жилищно-коммунальному хозяйству, член фракции «Единая Россия». Член экспертного Совета по жилищной политике и ЖКХ при комитете Государственной Думы по жилищной политике и жилищно-коммунальному хозяйству, член рабочих групп при комитете по жилищной политике и ЖКХ. Руководитель рабочей группы по разработке законодательных инициатив о внесении изменений в Федеральный закон «О водоснабжении и водоотведении» и в Федеральный закон "О внесении изменений в отдельные законодательные акты, в связи с принятием Федерального закона «О водоснабжении и водоотведении».
Член Совета при Председателе Совета Федерации Федерального Собрания Российской Федерации по местному самоуправлению, член рабочей группы по развитию ЖКХ экспертного Совета при Правительстве Российской Федерации.
Автор 26 и соавтор 17 федеральных законов, всего 43 законопроекта. В архиве Системы обеспечения законодательной деятельности в VI созыве зафиксировано 38 рассмотренных в VI созыве законопроектов, в подготовке которых принял участие Качкаев П. Р.
В VI созыве Качкаев принял участие на 310 заседаниях Государственной Думы, одно заседание пропустил. Из состоявшихся 15761 голосований в 70,9 % голосовал «За», 0,9 % — «Против», 0,0 % — «Воздержался», 28,2 % — не голосовал.
Проводил приемы граждан в приемной Государственной Думы Федерального Собрания Российской Федерации, в общественной приемной Председателя Партии «Единая Россия» Д. А. Медведева в городе Москве, в приемной депутата в городе Уфе. Проводил встречи с избирателями, оказывал содействие в получении жилого помещения гражданам, нуждающихся в улучшении жилищных условий, помогал материально погорельцам и малоимущим.
Выполнял общественную работу являясь Вице-президентом СРО «НП Национальный жилищный конгресс», Председателем Совета партнёрства "НП «ЖК Контроль», Вице-президентом международной ассамблеи столиц и крупных городов стран СНГ, членом попечительского Совета "НП ЖКХ «Развитие», членом Центрального Совета Всероссийского совета местного самоуправления (ВСМС), членом Экспертного Совета ВСМС, членом постоянно действующего Комитета по оперативным вопросам при Председателе ВСМС.
VII созыв Государственной думы. Депутатские полномочия с 18.09.2016
18 сентября 2016 года избран депутатом Государственной Думы Российской Федерации VII созыва от партии «Единая Россия» по Уфимскому одномандатному избирательному округу № 3 Республики Башкортостан.
Заместитель Председателя комитета Государственной Думы по жилищной политике и жилищно-коммунальному хозяйству, член фракции «Единая Россия».
В архиве Системы обеспечения законодательной деятельности в VII созыве зафиксировано 32 рассмотренных в VII созыве законопроектов и на рассмотрении 22 законопроекта, в подготовке которых принял участие Качкаев П. Р.
В VII созыве Качкаев П. Р. принял участие на 352 заседаниях Государственной Думы, шесть заседаний пропустил. Из состоявшихся 15534 голосований в 76,1 % голосовал «За», 0,2 % — «Против», 0,0 % — «Воздержался», 23,7 % — не голосовал.
VI и VII созывы
С 2011 по 2020 год, в течение исполнения полномочий депутата Государственной Думы VI и VII созывов, выступил автором или соавтором 92 законодательных инициатив и поправок к проектам федеральных законов.

## Общественная деятельность
В 2007—2012 годах был членом Совета по местному самоуправлению при Президенте Российской Федерации.
В 2011—2012 годах Президент правления хоккейного клуба «Салават Юлаев».
Руководитель федерального проекта «Управдом» партии «Единая Россия».
В 2019 году был избран председателем Президиума региональной общественной организации (РОО) «Собор русских Башкортостана».

## Семья
Был женат, в семье 2 сына и 7 внуков.

## Увлечения
С детства любил рыбалку. Увлекался горными лыжами. Читал книги, ходил в театр. Был болельщиком хоккейного клуба «Салават Юлаев».

## Сведения о собственности и доходах
В собственности у П. Р. Качкаева земельный участок в 25 соток (2462 м².), дом площадью 291,7 м²., 1/4 доля квартиры площадью 149,5 м²., гараж 23,9 м². На срок депутатских полномочий арендует квартиру площадью 84,6 м². Легковой автомобиль Mercedes-Benz E-Class 200 зарегистрирован на супругу.
|         | 2020         | 2019         | 2018         | 2017         | 2016         | 2015         | 2014         | 2013         | 2012         | 2011         |
| ------- | ------------ | ------------ | ------------ | ------------ | ------------ | ------------ | ------------ | ------------ | ------------ | ------------ |
| Депутат | 5 847 511,09 | 5 640 032,97 | 5 079 733,52 | 4 937 183,19 | 4 872 641,98 | 4 958 860,93 | 4 080 749,54 | 2 822 169,00 | 2 299 043,24 | 4 142 911,24 |
| Супруга | 511 286,53   | 1 185 854,10 | 494 740,38   | 656 329,84   | 438 082,43   | 5 273 891,00 | 227 163,04   | 414 410,84   | 178 314,62   | 2 517 940,37 |

## Санкции
23 февраля 2022 года был внесён в санкционные списки стран Евросоюза за действия и политику, которые подрывают территориальную целостность, суверенитет и независимость Украины и ещё больше дестабилизируют Украину.
24 февраля 2022 года был включён в санкционный список Канады «близких соратников режима» за голосование о признании независимости «так называемых республик в Донецке и Луганске».
24 марта 2022 года, на фоне вторжения России на Украину, был включён в санкционный список США за «соучастие в войне Путина» и «поддержку усилий Кремля по вторжению в Украину», Госдеп США заявил что депутаты Госдумы используют свои полномочия для преследования инакомыслящих и политических оппонентов, нарушают свободу информации, ограничивают права человека и основные свободы граждан России.
По аналогичным основаниям с 25 февраля 2022 года находился под санкциями Швейцарии. С 26 февраля 2022 года находился под санкциями Австралии. С 11 марта 2022 года находился под санкциями Великобритании. С 18 марта 2022 года находился под санкциями Новой Зеландии. С 12 апреля 2022 под персональными санкциями Японии. Указом президента Украины Владимира Зеленского с 7 сентября 2022 года находился под санкциями Украины.

## Звания, награды
- Медаль «За трудовое отличие» (1986),
- Медаль «300 лет Российскому флоту» (1996),
- Почётная грамота Республики Башкортостан (1996, 1999)[38],
- Заслуженный работник сферы обслуживания Республики Башкортостан (2001)[39],
- Медаль «За заслуги в проведении Всероссийской переписи населения» (2003),
- Знак Госстроя России «Почётный работник жилищно-коммунального хозяйства России» (2004)[40],
- Почётная грамота Государственного Собрания-Курултая Республик Башкортостан (2005)[41],
- Орден Дружбы (2006)[42],
- Почётная грамота городского округа город Уфа Республики Башкортостан (2006)[43],
- Нагрудный знак «За заслуги перед городом Уфой»,
- Почётная грамота Правительства Республики Башкортостан (2009),
- Почётная грамота Администрации Президента Республики Башкортостан,
- Нагрудный знак Министерства юстиции Российской Федерации «За заслуги» (2009),
- Почётная грамота Государственный Думы Федерального Собрания Российской Федерации (2013),
- Почётная грамота Президента Российской Федерации (12 июня 2013 года) — за большой вклад в развитие российского парламентаризма и активную законотворческую деятельность[44],
- Почётный знак Государственной Думы Федерального Собрания Российской Федерации «За заслуги в развитии парламентаризма» (2014),
- Благодарность Правительства Российской Федерации (2016),
- Почётный знак Министерства строительства и ЖКХ Российской Федерации (2019),
- Орден «За заслуги перед Республикой Башкортостан» (2020)[45].